# Burchard I av Würzburg

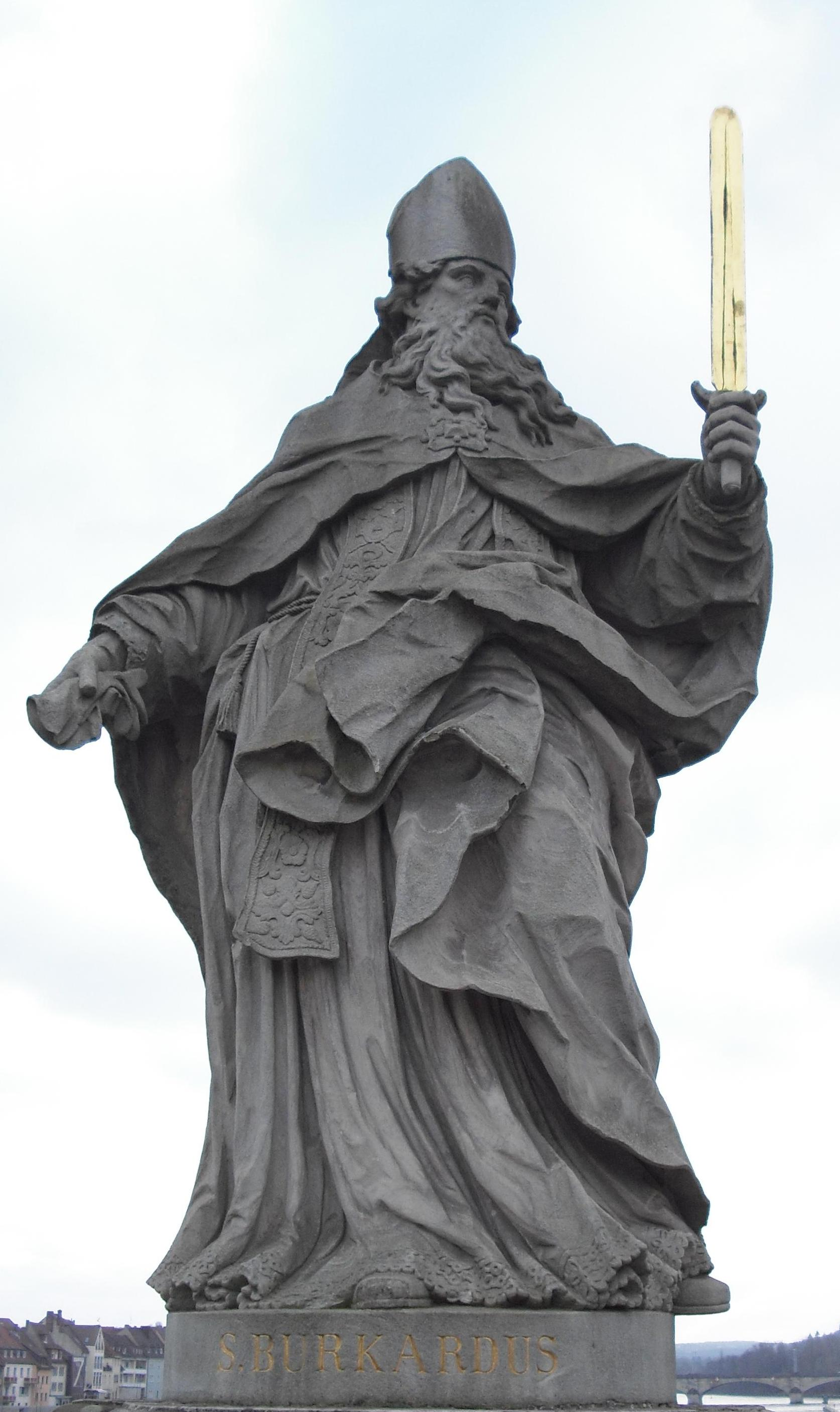
Burchard I av Würzburg.

Burchard I av Würzburg (även Burkard, Burkhard eller fornengelskt Burgheard), född 683, död 755 i Homburg am Main, var en tysk biskop.
Burchard var biskop av Würzburg 741-754. Han var engelsman, Bonifatius medarbetare vid Tysklands kristnande samt Pippins sändebud vid de berömda underhandlingar med påven Zacharias, som förde upp karolingiska ätten på frankiska rikets tron.